# Ortopla lindsayi
Ortopla lindsayi är en fjärilsart som beskrevs av George Francis Hampson 1891. Ortopla lindsayi ingår i släktet Ortopla och familjen nattflyn. Inga underarter finns listade i Catalogue of Life.